# Таковары
Таковары (чув. Таккавар, Акăшкил, Акăшвар) — село в Буинском районе Республики Татарстан. Входит в Чувашско-Кищаковское сельское поселение.

## География
Расположено на реке Малая Цильна на границе с Ульяновской областью, к юго-западу от города Буинск.

## Название
Название происходит от имени одного из основателей села, Таккая Чапаева, согласно легенде Таккай Паттăр, Таккай Богатырь — Таккавар, Таккай варĕ, что в переводе Овраг Таккая.
Есть версия происхождения слова Таковары от древнеперсидского слова تکاور — Такавар, Таковар (среднеперсидское) в переводе на русский язык — Стремительный и Скакун, соответственно. Есть упоминание про Таковары в работах учёных историков: Х. Ч. Алишина, г. Тюмень, «Анализ ономастикона памятника русской средневековой письменности «Краткая сибирская летопись (Кунгурская)» и Е. В. Львов - «Русский язык и санскрит как ключи для этимологических и топонимических исследований».

## История
Поселение основано в 1672 году участниками восстания Разина Степана, выходцами из села Сугуты (ныне в Чувашской Республике).
Таковары — этнически чисто чувашское село. По языковым особенностям и этнической культуре население относится к Присвияжской подгруппе низовых чувашей, входит в состав этнолокальной группы Тăхăр ял. Часть жителей села переселились (в 1970-е годы, когда всё русское население покинуло село Новосёлки, полностью заменили его) в село Çĕнĕ Пăрăнтăк (Новые Бурундуки) — в современности село Новосёлки, в 1954 году основали в поселении Орот (Бурятия) посёлок Чăваш касси.
Жители села  до 1797 года — дворцовые крестьяне, до1861 года — удельные крестьяне; занимались земледелием, животноводством, бортничеством, мукомольным производством, торговлей и другими промыслами. В начале XX века, действовали — школа в частном доме(с 1902 года), 2 лавки, 3 мельницы, две ветряные и одна водяная на реке Цильна (Адеевы, Николаевы).
В 1859 году деревня Токовары удельных крестьян, на Казанском почтовом тракте, в 1-м стане Буинского уезда Симбирской губернии.
Жители села приняли православие 29 мая 1861 года, после строительства церкви в честь Покрова Пресвятые Богородицы в деревне Новые Бурундуки (по окончании строительства церкви переименовано в село Новосёлки).
Село до 1920 года находилось в составе Бурундуковской волости Буинского уезда Симбирской губернии.

## Население
Число жителей: в 1795 году — 273 человека, 1830 г. — 255 г., 1859 г. — 187, в 1897 г. — 494, в 1900 г. — 252 м. и 225 ж.; в 1913 г. — 591, в 1920 г. — 646, в 1926 г. — 687, в 1938 г. — 769, в 1949 г. — 665, в 1958 г. — 716, в 1970 г. — 622, в 1979 г. — 590, в 1989 г. — 311, в 2002 г. — 293, в 2010 г.- 235 человек..

## Инфраструктура
Имеются клуб, библиотека, фельдшерский пункт, действует фольклорный ансамбль.

## Известные уроженцы села
- Таккай Чапаев, Таккай Паттăр — основатель села Таккавар, Акăшкиль. В дальнейшем, потомки приняли ислам.
- Салмин Филлип Кириллович — известный чувашский революционер, один из основателей чувашского революционного движения, принимавший активное участие в Февральской революции в Петрограде, ученик чувашского просветителя Яковлева Ивана Яковлевича, соратник и ученик Кропоткина Петра Алексеевича, друг чувашских революционеров Юмана Метри, Георгия Савандеева[4]. Окончил Московский университет.
- Ягур Салтак — Егоров (Алексеев) Егор Егорович, Якку Казак — Ефремов Яков Кириллович, Вĕш Мишши — Кузьмин Михаил Кузьмич — герои Первой мировой войны, георгиевские кавалеры.
- Салмин Евгений Кузьмич — генерал-майор, министр МВД Чувашской Республики. Племянник революционера Филиппа Салмина. http://enc.cap.ru/?t=prsn&lnk=4078
- Никонорова Анна Степановна — поэтесса, писательница.
- Салмин Николай Анатольевич — полковник, участник Афганской войны, публицист (Всероссийская премия в области литературы), бессменный директор Музея «Шурави» в Екатеринбурге. Внучатый племянник революционера Филиппа Салмина.
- Кузьмин Валерий Алексеевич — краевед, этнограф, строитель - автор памятного камня космонавту Андрияну Николаеву  в селе Кокшамары Звениговского района Марий Эл https://kosmos-memorial.narod.ru/p670aa1.html

## Достопримечательности
- Археологические раскопки: на Таковарском селище и на Таковарско-Новосёлковских могильниках. Было несколько археологических экспедиций: в 1959 году — археолог Равиль Фахруддинов. г. Казань. http://enc.cap.ru/?t=prsn&lnk=834, г. Казань и 1985 — 87 годах — археологи Вера Скарбовенко, Юрий Иванов. г. Самара. А. Доказано проживание в местности Таковары племён Турбаслинской культуры, Именьковской культуры , Булгарской.